# جاك تايلور (مجدف)
جاك تايلور هو مجدف كندي، ولد في 11 يوليو 1924، وتوفي في 26 مارس 2016.

## وصلات خارجية
- جاك تايلور على موقع الاتحاد الدولي للتجديف (الإنجليزية)
- جاك تايلور على موقع اللجنة الأولمبية الدولية (الإنجليزية)
- جاك تايلور على موقع أوليمبيديا (الإنجليزية)